# 레이브 (만화)
《레이브》(RAVE, レイヴ 레이브[*])는 마시마 히로의 모험 소년만화와 혹은 이를 원작으로 하는 애니메이션을 일컫는다.
일본 주간 소년 매거진에서 1999년 32호 부터 2005년 35호까지 연재되었다. 일본에서는 1999년 11월 17일 단행본 1권 발행 시작, 2005년 9월 16일에 35권을 끝으로 발간이 완료되었으며 한국에서는 2000년 6월 1일부터 단행본 1권이 발행, 2006년 3월 30일 35권으로 발간이 완료되었다. 〈THE GROOVE ADVENTURE RAVE〉또는 RAVE라고도 하며 TV 애니메이션은〈GROOVE ADVENTURE RAVE〉로 표기한다.

## 등장인물
- 하루 글로리
- 엘리